# In un sogno è la mia patria
In un sogno è la mia patria è il primo album in studio del gruppo musicale italiano Siberia, pubblicato il 15 aprile 2016 per l'etichetta Maciste Dischi e distribuito da Sony Music.